# 小红菊
小红菊（学名：Dendranthema chanetii）为菊科菊属的植物。分布在俄罗斯、朝鲜以及中国大陆的河北、陕西、黑龙江、辽宁、甘肃、吉林、内蒙古、山东、山西、青海等地，生长于海拔650米至3,500米的地区，见于灌丛、山坡林缘、草原或河滩与沟边，目前尚未由人工引种栽培。

## 异名
- Chrysanthemum chanetii Levl.